# Margaret Starbird
Margaret Starbird es una escritora estadounidense sobre cristianismo, en sus obras sobresale la personalidad de 
María Magdalena.

## Biografía
Margaret Starbird. Nació el 18 de junio de 1942, (82 años) está casada con: Ed Starbird (m. 1968) con quien tiene a su hija: Kate Starbird. 
Starbird, realizó estudios en la Universidad de Maryland, seguidamente en la Vanderbilt Divinity School en Nashville, Tennessee y luego en la Christian Albrechts University en Kiel en Alemania. Está especializada en Literatura comparada, estudios medievales e idioma alemán, de la que fue catedrática durante cinco años en la University of Maryland y en la University of the State of North Carolina.
Ella es la madre de la estrella del baloncesto de Stanford: Kate Starbird.

## Matrimonio de Cristo
Margaret Starbird, es la autora de varios libros sobre la tradición cristiana que sostiene que Jesús estuvo casado con María Magdalena. Sus obras, junto con los de Lynn Picknett, Michael Baigent, Richard Leigh y Henry Lincoln, fueron muy influyentes para que Dan Brown, escribiese su exitoso El código Da Vinci.
En su libro de 1993 La mujer con la jarra de alabastro, María Magdalena y el Santo Grial desarrolla la hipótesis de que la supuesta esclava egipcia, Sara de Marsella, no era una "esclava" sino la hija de la unión matrimonial entre Jesús y María Magdalena, y que está, es la fuente de la leyenda asociada con el culto de "Saintes-Maries-de-la-Mer" en Francia. También se afirma que el nombre de "Sarah" significa "princesa" en hebreo, lo que la hace la niña "heredera" olvidada de la dinastía "Sang Réal" o sea la sangre real del rey de los Judíos Yeshua.
Las obras de Starbird contienen numerosas referencias a la numerología antigua (conocido como gematría) y al arte clásico. Starbird cree que el culto oficial de la Iglesia católica ha suprimido la veneración y la devoción de la divinidad femenina, lo que llevaba a una espiritualidad desequilibrada, en la corriente principal del cristianismo.

## Obras
- La Diosa en los Evangelios. "The Goddess in the Gospel. Reclaiming the Sacred Feminine" Editorial Bear & Company, Santa Fe, U.S.A. (1998). Traducida al español por Editorial Obelisco, Barcelona en 2000.
- The Tarot Trumps and the Holey Grail, Woven World Press, Boulder (Colorado) U.S.A.; 2000. (Sólo en idioma inglés)
- El Legado perdido de María Magdalena. "Madgalene´s Lost Legacy: Symbolic Numbers and the Sacred Union in Christianity". Editorial Bear & Company, Rochester (2003) Traducida al español por editorial Planeta, Barcelona en 2005.
- La Mujer con la Jarra de alabastro, María Magdalena y el Santo Grial. "The Women with the Alabaster Jar: Mary Magdalene and the Holy Grail". Editorial Bear & Company, Santa Fe. U.S.A. (1993) Traducida al español por Editorial Planeta, Barcelona en 2004.
- María Magdalena La Novia olvidada. "Mary Magdalene, Bride in Exile" (2007), Ediciones Minotauro, Barcelona, España. ISBN 978-840-08-06